# معبد آناهیتا (استخر)
معبد استخر معبدی بود برای آناهیتا که شاهان به هنگام تاج‌گذاری در این معبد حضور پیدا می‌کردند. کلاه تیا را بر سر می‌گذاشتند، بالاپوش سلطنتی را می‌پوشیدند و سپر و نیزه‌ای مخصوص دریافت می‌کردند، که عموماً بر روی سکه‌ها همین‌ها نقش بسته‌است. آرم سلطنتی هم در بنایی برجی شکل در پاسارگاد نگهداری می‌شد و دری بزرگ بر آن قرار داشت که به وسیلهٔ تعدادی پله به آن دسترسی پیدا می‌کردند و شاه به هنگام تاجگذاری برای این که شکوه و عظمت خود را نشان دهد، بالای این پله‌ها می‌ایستاد. 
پیش از اردشیر دوم سلطنت با نام اهورا مزدا آغاز می‌شد، اما در زمان اردشیر دوم پرستش ناهید باب شد و نام او بر سنگ‌ها حک شد. جد اردشیر اول ریاست معبد استخر را که متعلق به آناهیتا بود، برعهده داشت و ساسانیان در طول فرمانروایی خود علاقهٔ بسیاری به این معبد داشتند. 
در این بنا آتشکده‌های مختلفی وجود داشت که هر کدام مخصوص به خدایی بود و همهٔ خدایان در همان‌جا عبادت می‌شدند. معبد استخر به صورت مستطیلی بود، پلکان‌هایی برای آن وجود داشت که راه اتصال به معبد بود. معبد استخر تاحدودی به عبد بابل شباهت داشت. طول بنا ۷۲ متر، عرض آن ۴۰ متر و دارای ۶ متر ارتفاع بود و آتشدانی در میان آن قرار داشت که همواره آذر مقدس در آن می‌سوخت. این آتشکده هشت در و چند اتاق هشت گوشه دارد. 
طبری می‌گوید: «اردشیر پس از آنکه در مرو به جنگ پرداخت، جمعی از سران آنجا را بکشت و سر آن‌ها را به آتشکده ناهید (استخر) فرستاد و آنگاه از مرو بازگشت.» به فرمان اردشیر سرها را به دیوارها آویختند و پوست اردوان پنجم را که شکست خورده‌بود، کندند و به نمایش گذاشتند. این معبد هنگام حملهٔ اعراب مقاومت بسیاری کرد و به همین خاطر نابود شد. پس از مدتی بر روی ویرانه‌های باقی ماندهٔ آن مسجدی بنا شد.

مسعودی می‌گوید در زمان او این قسمت به مسجد سلیمان معروف بوده و خرابه‌های آن را این چنین توصیف می‌کند: «من آیت مسجد را دیده‌ام. تقریباً در یک فرسنگی اصطخر واقع است… در آنجا ستون‌هایی از سنگ یکپارچه با قطر و ارتفاع حیرت‌بخشی دیدم که برفراز آن اشکال اسب و حیوانات عجیب نصب بود و شخص را به حیرت می‌افکند.»